# Frankenstein va crear la dona
Frankenstein va crear la dona (títol original en anglès: Frankenstein Created Woman) és una pel·lícula britànica dirigida per Terence Fisher, estrenada el 1967. Ha estat doblada al català.

## Argument
El Doctor Frankenstein acaba d'aconseguir "derrotar la mort". S'ha conservat ell mateix durant una hora en situació de mort cardíaca. Prova així que a la mort, l'esperit no deixa el cos, almenys no abans d'una hora. És ajudat en les seves recerques per Hans, un jove del poble que va veure el pare guillotinat per homicidi, i el doctor Hertz, metge del poble del qual ocupa la casa i els fons financers. Christina és la filla del patró del restaurant, molt maca però cremada a la cara, i amb un cos deformat que li impedeix caminar, Hans n'està enamorat. Un vespre, tres joves rics "cavallers" irrompen al restaurant.

## Repartiment
- Peter Cushing: Baron Frankenstein
- Robert Morris: Hans
- Susan Denberg: Christina
- Thorley Walters: El Doctor Hertz
- Barry Warren: Karl
- Duncan Lamont: el presoner
- Peter Blythe: Anton
- Derek Fowlds: Johann
- Alan MacNaughton: Kleve
- Peter Madden: el cap de policia
- Philip Ray: L'alcalde
- Ivan Beavis: el Propietari
- Colin Jeavons: el Capellà
- Bartlett Mullins: el testimoni

## Al voltant de la pel·lícula
El rodatge va començar el 4 de novembre de 1966 en els estudis Bray.
- Frankenstein va crear la dona  marca la tornada de Terence Fisher darrere la càmera per posar en escena les aventures del baró Frankenstein. Així la pel·lícula torna cap al sentit artístic i diegètic que l'escenògraf ja havia donat a les dues primeres pel·lícules: La maledicció de Frankenstein i The Revenge of Frankenstein. Es tracta doncs veritablement del tercer opus.[3] El parèntesi encarnat per la pel·lícula de Freddie Francis (L'Empremta de Frankenstein) és aleshores oblidada, i el personatge reprèn la seva via primera, amb l'evolució lògica (i no obstant això original) que Fisher desitja donar-li.
- Els admiradors de l'Hammer es feliciten de la tornada de Fisher a l'escenificació de la saga. Un quart episodi serà ràpidament posat en marxa.

## Cicle Frankenstein de la Hammer
1. 1957: La maledicció de Frankenstein, de Terence Fisher
2. 1958: The Revenge of Frankenstein, de Terence Fisher
3. 1964: The Evil of Frankenstein, de Freddie Francis
4. 1967: Frankenstein Created Woman, de Terence Fisher
5. 1969: Frankenstein Must Be Destroyed, de Terence Fisher
6. 1970: The Horror of Frankenstein, de Jimmy Sangster
7. 1974: Frankenstein and the Monster from Hell, de Terence Fisher